# Chris Gunter
Chris Gunter, właśc. Christopher Ross Gunter (ur. 21 lipca 1989 w Newport) – walijski piłkarz, występujący na pozycji obrońcy w Reading. Nosi przydomek Gunts.

## Kariera klubowa
Gunter pochodzi z Newport. W wieku ośmiu lat dołączył do szkółki piłkarskiej walijskiego Cardiff City. 1 sierpnia 2006 podpisał z tym klubem zawodowy kontrakt. W pierwszej drużynie zadebiutował 22 sierpnia w przegranym 0:2 spotkaniu Pucharu Ligi Angielskiej z Barnet. W pierwszym sezonie w tym klubie zagrał w piętnastu ligowych spotkaniach, zaś w następnym w trzynastu. Następnie, 4 stycznia 2008 podpisał kontrakt z występującym w Premier League Tottenhamem Hotspur. W nowym klubie pierwszy występ zaliczył 15 stycznia, kiedy to zagrał w meczu Pucharu Anglii z Reading. W lidze zadebiutował natomiast 30 stycznia w pojedynku z Evertonem. W sezonie 2007/2008 zagrał jeszcze w jednym ligowym spotkaniu (1 marca z Birmingham). W marcu 2009 Gunter został wypożyczony do Nottingham Forest. Zadebiutował tam 14 marca w ligowym spotkaniu z Burnley. W klubie tym wstąpił osiem razy, po czym w czerwcu powrócił do Londynu. 17 lipca Nottingham wykupiło go jednak za cenę 1,75 miliona funtów.
17 lipca 2012 przeszedł do Reading za 2,3 mln funtów. Podpisał z tym klubem 3-letnią umowę.

## Kariera reprezentacyjna
W latach 2003–2004 występował w kadrze U-15. Następnie zaczął grać w reprezentacji do lat 16. W latach 2005–2006 zaliczył jedenaście występów w kadrze U-17. Wraz z reprezentacją U-19 wystąpił na Milk Cup. W kadrze U-21 zadebiutował w maju 2006 w meczu z Cyprem, w momencie debiutu w kadrze U-21 miał 16 lat i 299 dni, przez co stał się drugim najmłodszym piłkarzem w niej występującym. W pierwszej reprezentacji pierwszy występ zaliczył 26 maja 2007, kiedy to zagrał w meczu z Nową Zelandią. Dotychczas w barwach narodowych wystąpił dziewięć razy.

## Statystyki
Stan na 21 lipca 2009
| Klub              | Sezon   | Liga    | Liga | Puchar Anglii | Puchar Anglii | Puchar Ligi | Puchar Ligi | Inne    | Inne | Łącznie | Łącznie |
| Klub              | Sezon   | Występy | Gole | Występy       | Gole          | Występy     | Gole        | Występy | Gole | Występy | Gole    |
| ----------------- | ------- | ------- | ---- | ------------- | ------------- | ----------- | ----------- | ------- | ---- | ------- | ------- |
| Nottingham Forest | 2008/09 | 8       | 0    | 0             | 0             | 0           | 0           | 0       | 0    | 8       | 0       |
| Tottenham Hotspur | 2008/09 | 3       | 0    | 1             | 0             | 1           | 0           | 7       | 0    | 12      | 0       |
| Tottenham Hotspur | 2007/08 | 2       | 0    | 2             | 0             | 0           | 0           | 0       | 0    | 4       | 0       |
| Cardiff City      | 2007/08 | 13      | 0    | 0             | 0             | 4           | 0           | 0       | 0    | 17      | 0       |
| Cardiff City      | 2006/07 | 15      | 0    | 0             | 0             | 1           | 0           | 2       | 0    | 18      | 0       |
| Łącznie           |         | 41      | 0    | 3             | 0             | 6           | 0           | 9       | 0    | 59      | 0       |

## Sukcesy

### Rekordy
Nieaktualne
- Najwięcej występów w historii reprezentacji Walii: 109 meczów[a]